# حيرام ر. لوت
حيرام ر. لوت هو سياسي أمريكي، ولد في 2 أبريل 1825 في مقاطعة كوفينغتون في الولايات المتحدة، وتوفي في 2 يونيو 1895 في ماناغوا في نيكاراغوا. نشط حزبياً في الحزب الديمقراطي. وقد انتخب عضو مجلس ولاية لويزيانا ‏.